# Georges-Auguste de Mecklembourg-Strelitz
Georges-Auguste de Mecklembourg-Strelitz (en allemand : Georg-August von Mecklenburg-Strelitz), né le 11 janvier 1824 et décédé le 8 juin 1876, est général dans l'armée impériale de Russie.

## Famille
Fils du grand-duc Georges de Mecklembourg-Strelitz et de Marie de Hesse-Cassel. Georges-Auguste de Mecklembourg-Strelitz épouse le 4 février 1851 la grande-duchesse Catherine Mikhaïlovna (1827-1854), (fille du grand-duc Michel Pavlovitch de Russie)
Quatre enfants sont nés de cette union :
- Nicolas de Mecklembourg-Strelitz (1854-1854).
- Helene de Mecklenburg-Strelitz (1857-1936) qui épouse en 1891 le prince Albert de Saxe-Altenburg (décédé en 1902)
- Georges-Alexandre de Mecklembourg-Strelitz (1859-1909), qui contracta en 1890 une union morganatique dont sont issus les comtes de Carlow, actuels prétendants au trône de Mecklembourg-Strelitz.
- Charles-Michel de Mecklembourg-Strelitz (1865-1934), sans alliance.

Georges-Auguste de Mecklembourg-Strelitz fut inhumé à Mirow, quant à son épouse, née Catherine Mikhaïlovna de Russie, elle fut inhumée à la Cathédrale Pierre-et-Paul de Saint-Pétersbourg.

## Biographie
Le duc de Mecklembourg-Strelitz est membre d'honneur de la Société musicale russe impériale.

## Généalogie

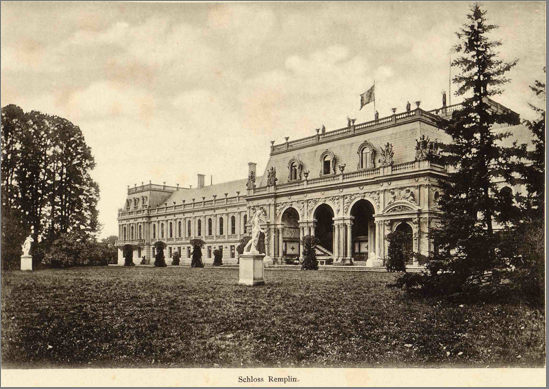
Vue du château de Remplin résidence d'été du duc de Mecklembourg-Strelitz

Georges-Auguste de Mecklembourg-Strelitz appartient à la troisième branche (Mecklembourg-Strelitz) issue de la première branche de la Maison de Mecklembourg. Cette branche s'éteignit à la mort du grand-duc Georges-Alexandre de Mecklembourg en 1996.